# Rue de la Liberté (Biographie)
Pour les articles homonymes, voir Rue de la Liberté (homonymie).
Rue de la Liberté est un livre d'Edmond Michelet, racontant sa déportation à Dachau.
Le livre commence sur son arrestation par la Gestapo, « à l'heure du laitier », et enchaîne sur toute son histoire, sa détention à Fresnes, son arrivée à Dachau et sa vie au camp, les rapports entre les Français et les détenus d'autres nationalités, les épidémies de typhus, la messe à laquelle il assistait en secret, etc., jusqu'à la libération du camp par les alliés en 1945.
Rue de la liberté est un chef-d'œuvre de témoignage chrétien.
Cet ouvrage et son auteur ont reçu le prix André-Jullien du Breuil de l'Académie française en 1956.

## Éditions
- Rue de la Liberté : Dachau 1943-1945, Paris, Éditions du Seuil, 2e semestre 1955, 253 p. (BNF 35546012)Édition originale
- Rue de la Liberté : Dachau 1943-1945, Genève, Crémille, coll. « Histoire vécue de la Résistance » (no 21), 1971, 307 p. (BNF 35171367)diffusion François Beauval
- Rue de la Liberté : Dachau 1943-1945, Paris, Éditions du Seuil, coll. « Livre de vie » (no 102), février 1998 (1re éd. 1970), 251 p. (ISBN 978-2-02-033449-5, BNF 35234586)
- Rue de la Liberté. Dachau 1943-1945, Seuil, 2020.